# Hustle & Flow
Hustle & Flow és una pel·lícula estatunidenca dirigida per Craig Brewer, estrenada el 2005.

## Argument
DJay és en un moment crucial. Viure de maquinacions i d'expedients, sobreviure al dia sense perspectiva de futur, ja no n'hi ha prou a enfocar la trentena, quan volen els nostres somnis de joventut. Proxeneta per necessitat més que per vocació, DJay es busca una nova via d'urgència.
Una trobada a l'atzar amb un vell amic, Key, enginyer de so aspirant a una carrera musical, desperta en ell un talent insospitat. DJay es llança febrilment en el rap free estil, posant en música la seva vida i les seves tribulacions d'hustler de Memphis. Un excèntric virtuós dels sintètics, Shelby, i dues "guanyadores", Shug i Nola, s'associen a la preparació de la primera demo de DJay, que aquest s'esforçarà a col·locar amb la superestrella rap, Skinny Black...

## Repartiment
- Terrence Howard: DJay
- Anthony Anderson: Key (Clyde)
- Taryn Manning: Nola
- Taraji P. Henson: Shug
- Dj Qualls: Shelby
- Paula Jai Parker: Lexus
- Elise Neal: Yevette
- Isaac Hayes: Arnel
- Ludacris: Skinny Black
- Jordan Houston: Tigga
- Bobby Sandimanie: Yellow Jacket
- Haystak: Mickey
- Claude Phillips: Harold
- Josey Scott: Elroy

## Al voltant de la pel·lícula
- La pel·lícula està dedicada a Sam Phillips, l'home que va descobrir Elvis Presley i va fundar Sun Records.

## Premis i nominacions

### Premis
- 2005: Festival de Cinema de Sundance: Premi del públic
- 2005: Festival de Cinema de Sundance: Premi de la millor fotografia
- 2006: Oscar a la millor cançó original per Jordan Houston, Cedric Coleman, Paul Beauregard amb "It's Hard Out Here for a Pimp"

### Nominacions
- 2005: Festival de Cinema de Sundance: Gran Premi del Jurat
- 2006: Oscar al millor actor per Terrence Howard
- 2006: Globus d'Or al millor actor dramàtic per Terrence Howard